# Yilmar Angulo
Yilmar Angulo (Turbo, Antioquia, Colombia; 9 de enero de 1987) es un exfutbolista colombiano. Jugaba de mediocampista defensivo y su último equipo fue Independiente Medellín de Colombia. 

## Trayectoria

### Independiente Medellín
Se hizo oficial su llegada al Deportivo Independiente Medellín el 20 de junio de 2015.
Para el segundo semestre del 2017, al no estar totalmente recuperado del accidente cerebrovascular que sufrió estando en Millonarios, el jugador ha dejado de percibir su salario por parte de DIM a pesar de tener contrato vigente.

### Millonarios
El 6 de enero de 2016 se haría oficial su llegada a Millonarios.
Yilmar no pudo jugar ningún encuentro con el club Embajador, ya que sufrió un accidente cerebrovascular que lo alejó de las canchas casi todo el 2016, y el 31 de diciembre de 2016 Millonarios terminó su contrato a pesar de estar lesionado.

### Retirada deportiva
En 2017 vuelve al Independiente Medellín, tras ser inscrito dentro de la nómina que disputaría el segundo semestre del año el jugador decide retirarse del fútbol a los 31 años, tras sufrir secuelas del accidente cerebrovascular que sufrió un año antes, y después de los resultados de los exámenes médicos hechos en el equipo antioqueño demostraron que su cuerpo no volvería a estar al nivel de como se exige en la profesional.

## Clubes
| Club                   | País                | Año                 | Partidos | Goles |
| ---------------------- | ------------------- | ------------------- | -------- | ----- |
| Boyacá Chicó           | Colombia            | 2006                | 13       | 0     |
| Patriotas Boyacá       | Colombia            | 2007                | 7        | 0     |
| Leones                 | Colombia            | 2008                | 20       | 1     |
| Bogotá F. C.           | Colombia            | 2009 - 2010         | 83       | 0     |
| Envigado F. C.         | Colombia            | 2011 - 2015         | 144      | 2     |
| Independiente Medellín | Colombia            | 2015                | 9        | 0     |
| Millonarios            | Colombia            | 2016                | 0        | 0     |
| Independiente Medellín | Colombia            | 2017                | 0        | 0     |
| Total en su carrera    | Total en su carrera | Total en su carrera | 263      | 3     |